# Roger Garrigue

a Compétitions nationales et continentales officielles uniquement.

b Matchs officiels uniquement.
Roger Garrigue, né le 26 mai 1941 à Toulouse (Haute-Garonne), est un joueur de rugby à XV et international français de rugby à XIII évoluant au poste de demi de mêlée, de demi d'ouverture et de centre dans les années 1950 à 1970.
Enfant de Toulouse, il débute par la pratique du rugby à XV et rejoint le T.O.E.C. avant changer de code de rugby en s'engageant en 1960 au R.C. Albigeois en rugby à XIII alors entraîné par Marcel Blanc. Positionné alternativement aux postes de centre ou de demi de mêlée, il remporte le titre de Championnat de France en 1962 aux côtés de Marcel Bonnet, Yves Bégou, Honoré Conti et Marcel Bescos. À partir de 1965, il joue durant quatre saisons au sein du R.C. Saint-Gaudens entraîné par André Rives puis Jep Lacoste et dispute trois finales de Championnat de France perdues en 1966, 1967 et 1969 aux côtés de Marcel Péré, Jean-Pierre Lecompte, André Carrère et Henri Marracq. En 1969, il revient jouer dans sa ville natale en signant pour le Toulouse olympique XIII et remporte un second titre de Championnat de France en 1973 avec Charles Zalduendo, Guy Rodriguez, Maurice de Matos et Francis Pierre, avant de clore sa carrière de joueur au Villefranche XIII.
Ses performances remarquées en club l'amènent à être appelé régulièrement en équipe de France de 1965 à 1973 en tant que demi de mêlée titulaire formant la charnière de cette dernière avec Jean Capdouze. Il participe à deux reprises à la Coupe du monde en 1968 et 1970, prenant une part active avec Jean Capdouze et Georges Aillères au beau parcours de la sélection en 1968 les emmenant en finale, perdue contre l'Australie. Sous ce même maillot bleu, il connaît des victoires contre les meilleures sélections du monde : l'Australie, la Grande-Bretagne, la Nouvelle-Zélande, l'Angleterre et le pays de Galles.
Après sa carrière sportive, il devient l'entraîneur de l'équipe de France entre 1978 et 1981 où il connaît les derniers succès de la sélection française contre l'Australie et la Nouvelle-Zélande.

## Biographie
D'abord quinziste, il a été formé au TOEC XV, Roger Garrigue passe au rugby à  XIII pour jouer d'abord pour Saint-Gaudens, puis pour le Toulouse Olympique, où il passe une grande partie de sa carrière, avant de la finir à Villefranche-de-Rouergue .
« Excellent défenseur et stratège », un auteur estime cependant en 1984 qu'il lui manque «  la grande accélération, celle qui décide de tout, pour égaler les plus huppés à sa place de prédilection ».
Technicien en aéronautique, une source indique en 2011 qu'il vit en « Ariège, près de Suc ».

### 1968: finaliste de la Coupe du monde
En mai-juin 1968, l’Australie et la Nouvelle-Zélande organisent la quatrième édition de la Coupe du monde de rugby à XIII, compétition créée en 1954 sous l'impulsion de l'ancien président de la fédération française Paul Barrière en invitant les trois autres nations majeures de rugby à XIII : l'Australie, la Grande-Bretagne et la Nouvelle-Zélande. Ce concept est maintenu depuis à intervalle irrégulier avec ces quatre mêmes nations. Roger Garrigue est sélectionné, au sein de cette sélection entraîné par entraînée par Jep Lacoste, au poste de demi de mêlée par Antoine Jimenez pour cette édition aux côtés de ses coéquipiers saint-gaudinois Jean-Pierre Lecompte, Henri Marracq et Victor Serrano.
R. Garrigue prend part au poste de demi de mêlée au match d'ouverture de la Coupe du monde contre la Nouvelle-Zélande le 25 mai 1968 au Carlaw Park en banlieue d'Auckland devant près de 18 000 spectateurs. L'adversaire néo-zélandais perd dès la 12e minute leur joueur Brian Lee, expulsé définitivement pour une manchette sur André Ferren, et dut évoluer en infériorité numérique toute la rencontre. Le demi d'ouverture français Jean Capdouze livre alors un duel de buteurs contre son homologue Ernie Wiggs avant de marquer un essai à la suite d'une relance de Jean-Claude Cros et d'une percée de Jean-Pierre Lecompte épaulé par Michel Molinier pour emmener J. Capdouze à marquer entre les poteaux. Dès lors, malgré une supériorité en mêlée fermée des Néo-Zélandais, la France conserve son avance jusqu'à la fin du match pour s'imposer 15-10.
La seconde rencontre face à la Grande-Bretagne s'avère être décisive pour une place en finale à la suite de la défaite de cette dernière face au grand favori australien. Programmée en Nouvelle-Zélande, les deux équipes s'affrontent le 1er juin 1968 au Carlaw Park devant près de 15 000 spectateurs. Un temps pluvieux sévit sur la pelouse qui rend impossible la tenue d'un jeu ordonné. Devant cette difficulté, les Britanniques mènent 2-0 à la mi-temps sur une pénalité de Bev Risman. Mais la seconde mi-temps tourne à l'avantage des Français forts d'un pack d'avants dominant et du jeu au pied de Jean Capdouze, R. Garrigue et Jean-Pierre Clar, ils parviennent à s'imposer sur un essai de Jean-René Ledru pour porter le score final à 7-2. La France se qualifie pour la finale pour la seconde fois de son histoire après l'édition de 1954.
Composition de l'équipe de France :
Pour la troisième rencontre de poule, la France va sur les terres australiennes après deux rencontres en Nouvelle-Zélande, celle-ci oppose les deux équipes qualifiées pour la finale le 8 juin 1968, la France et l'Australie. Afin de mieux préparer la finale qui se déroule deux jours après cette rencontre joué au Lang Park de Brisbane, les deux équipes font tourner leurs effectifs où R. Garrigue est mis au repose et est remplacé par Marius Frattini. Ce match s'achève sur un score sévère pour la France qui est nettement battue 37-4 et amène l'Australie à se poser comme le grand favori de la finale,.
R. Garrigue se trouve dans le treize titulaire à la charnière avec Jean Capdouze pour cette finale qui se déroule le 10 juin 1968 au Sydney Cricket Ground devant près de 54 000 spectateurs. Dans un stade acquis à sa cause, l'Australie, dirigée par la charnière Billy Smith et Bob Fulton, réalise une haute performance en dominant l'équipe de France grâce à un jeu varié, dynamique et une domination territoriale. Les Français subissent le jeu australien malgré la vaillance de sa défense. Battue 20-2, R. Garrigue et la France terminent ainsi vice-champions du monde et espère entrevoir par cet exploit la volonté d'un renouveau du rugby à XIII dans son pays.

## Palmarès
- Collectif :
  - Vainqueur du Championnat de France : 1962 (Albi) et 1973 (Toulouse).
  - Finaliste de la Coupe du monde : 1968 (France).
  - Finaliste du Championnat de France : 1966, 1967 et 1969 (Saint-Gaudens).

### Coupe du monde
| Édition         | Rang      | Résultats France | Résultats Garrigue | Matchs Garrigue |
| --------------- | --------- | ---------------- | ------------------ | --------------- |
| Australie 1968  | Finaliste | 2 v, 0 n, 2 d    | 2 v, 0 n, 1 d      | 3/4             |
| Angleterre 1970 | Troisième | 1 v, 0 n, 2 d    | 1 v, 0 n, 1 d      | 2/3             |

Légende : v = victoire ; n = match nul ; d = défaite.

### Détails en sélection
| Matchs de Coupe du monde de Roger Garrigue | Matchs de Coupe du monde de Roger Garrigue | Matchs de Coupe du monde de Roger Garrigue | Matchs de Coupe du monde de Roger Garrigue | Matchs de Coupe du monde de Roger Garrigue | Matchs de Coupe du monde de Roger Garrigue | Matchs de Coupe du monde de Roger Garrigue | Matchs de Coupe du monde de Roger Garrigue | Matchs de Coupe du monde de Roger Garrigue | Matchs de Coupe du monde de Roger Garrigue | Matchs de Coupe du monde de Roger Garrigue | Matchs de Coupe du monde de Roger Garrigue |
|                                            | Date                                       | Adversaire                                 | Résultat                                   | Compétition                                | Poste                                      | Points                                     | Essais                                     | Pen.                                       | Drops                                      |                                            |                                            |
| ------------------------------------------ | ------------------------------------------ | ------------------------------------------ | ------------------------------------------ | ------------------------------------------ | ------------------------------------------ | ------------------------------------------ | ------------------------------------------ | ------------------------------------------ | ------------------------------------------ | ------------------------------------------ | ------------------------------------------ |
| sous les couleurs de la France             |                                            |                                            |                                            |                                            |                                            |                                            |                                            |                                            |                                            |                                            |                                            |
| 1.                                         | 14 novembre 1965                           | Nouvelle-Zélande                           | 14-3                                       | Test-match                                 | Remplaçant                                 | -                                          | -                                          | -                                          | -                                          |                                            |                                            |
| 2.                                         | 28 novembre 1965                           | Nouvelle-Zélande                           | 6-2                                        | Test-match                                 | Remplaçant                                 | -                                          | -                                          | -                                          | -                                          |                                            |                                            |
| 3.                                         | 12 décembre 1965                           | Nouvelle-Zélande                           | 28-5                                       | Test-match                                 | Demi d'ouverture                           | 3                                          | 1                                          | -                                          | -                                          |                                            |                                            |
| 4.                                         | 16 janvier 1966                            | Grande-Bretagne                            | 18-13                                      | Test-match                                 | Remplaçant                                 | -                                          | -                                          | -                                          | -                                          |                                            |                                            |
| 5.                                         | 17 décembre 1967                           | Australie                                  | 7-7                                        | Test-match                                 | Remplaçant                                 | -                                          | -                                          | -                                          | -                                          |                                            |                                            |
| 6.                                         | 24 décembre 1967                           | Australie                                  | 10-3                                       | Test-match                                 | Centre                                     | -                                          | -                                          | -                                          | -                                          |                                            |                                            |
| 7.                                         | 11 février 1968                            | Grande-Bretagne                            | 13-22                                      | Test-match                                 | Remplaçant                                 | -                                          | -                                          | -                                          | -                                          |                                            |                                            |
| 8.                                         | 2 mars 1968                                | Grande-Bretagne                            | 8-19                                       | Test-match                                 | Demi de mêlée                              | -                                          | -                                          | -                                          | -                                          |                                            |                                            |
| 9.                                         | 25 mai 1968                                | Nouvelle-Zélande                           | 15-10                                      | Coupe du monde                             | Demi de mêlée                              | 2                                          | -                                          | -                                          | 1                                          |                                            |                                            |
| 10.                                        | 2 juin 1968                                | Grande-Bretagne                            | 7-2                                        | Coupe du monde                             | Demi de mêlée                              | 2                                          | -                                          | -                                          | 1                                          |                                            |                                            |
| 11.                                        | 10 juin 1968                               | Australie                                  | 2-20                                       | Coupe du monde                             | Demi de mêlée                              | -                                          | -                                          | -                                          | -                                          |                                            |                                            |
| 12.                                        | 2 février 1969                             | Grande-Bretagne                            | 13-9                                       | Test-match                                 | Demi de mêlée                              | -                                          | -                                          | -                                          | -                                          |                                            |                                            |
| 13.                                        | 9 mars 1969                                | Pays de Galles                             | 17-13                                      | Test-match                                 | Demi de mêlée                              | -                                          | -                                          | -                                          | -                                          |                                            |                                            |
| 14.                                        | 23 octobre 1969                            | Pays de Galles                             | 8-2                                        | Coupe d'Europe                             | Demi de mêlée                              | -                                          | -                                          | -                                          | -                                          |                                            |                                            |
| 15.                                        | 25 octobre 1969                            | Angleterre                                 | 11-11                                      | Coupe d'Europe                             | Demi de mêlée                              | -                                          | -                                          | -                                          | -                                          |                                            |                                            |
| 16.                                        | 25 janvier 1970                            | Pays de Galles                             | 11-15                                      | Coupe d'Europe                             | Demi de mêlée                              | 2                                          | -                                          | -                                          | 1                                          |                                            |                                            |
| 17.                                        | 15 mars 1970                               | Angleterre                                 | 14-9                                       | Coupe d'Europe                             | Demi de mêlée                              | 2                                          | -                                          | -                                          | 1                                          |                                            |                                            |
| 18.                                        | 25 octobre 1970                            | Nouvelle-Zélande                           | 15-16                                      | Coupe du monde                             | Demi de mêlée                              | -                                          | -                                          | -                                          | -                                          |                                            |                                            |
| 19.                                        | 1er novembre 1970                          | Australie                                  | 17-15                                      | Coupe du monde                             | Demi de mêlée                              | 2                                          | -                                          | -                                          | 1                                          |                                            |                                            |
| 20.                                        | 7 février 1971                             | Grande-Bretagne                            | 16-8                                       | Test-match                                 | Demi de mêlée                              | -                                          | -                                          | -                                          | -                                          |                                            |                                            |
| 21.                                        | 9 décembre 1973                            | Australie                                  | 9-21                                       | Test-match                                 | Demi de mêlée                              | 3                                          | -                                          | 1                                          | 1                                          |                                            |                                            |
| 22.                                        | 16 décembre 1973                           | Australie                                  | 3-14                                       | Test-match                                 | Demi de mêlée                              | -                                          | -                                          | -                                          | -                                          |                                            |                                            |

### Détails en club
| Saison    | Saison                  | Championnat           | Championnat | Coupe           | Coupe      | Sélection | Sélection | Sélection | Sélection | Sélection | Sélection | Sélection |
| Saison    | Saison                  | Comp.                 | Class.      | Comp.           | Class.     | Comp.     | M         | Pts       | Ess.      | Buts      | Dp.       |           |
| --------- | ----------------------- | --------------------- | ----------- | --------------- | ---------- | --------- | --------- | --------- | --------- | --------- | --------- | --------- |
| 1960-1961 | RC Albigeois            | Championnat de France | 1/4 finale  | Coupe de France | 1/8 finale |           |           |           |           |           |           |           |
| 1961-1962 | RC Albigeois            | Championnat de France | Vainqueur   | Coupe de France | 1/4 finale |           |           |           |           |           |           |           |
| 1962-1963 | RC Albigeois            | Championnat de France | Barrage     | Coupe de France |            |           |           |           |           |           |           |           |
| 1963-1964 | RC Albigeois            | Championnat de France | 1/4 finale  | Coupe de France | 1/8 finale |           |           |           |           |           |           |           |
| 1964-1965 | RC Albigeois            | Championnat de France | 1/4 finale  | Coupe de France | 1/2 finale |           |           |           |           |           |           |           |
| 1965-1966 | RC Saint-Gaudens        | Championnat de France | Finaliste   | Coupe de France | 1/4 finale |           | 4         | 3         | 1         | -         | -         |           |
| 1966-1967 | RC Saint-Gaudens        | Championnat de France | Finaliste   | Coupe de France | 1/2 finale |           |           |           |           |           |           |           |
| 1967-1968 | RC Saint-Gaudens        | Championnat de France | 1/2 finale  | Coupe de France | 1/8 finale | CM        | 7         | 4         | -         | -         | 2         |           |
| 1968-1969 | RC Saint-Gaudens        | Championnat de France | Finaliste   | Coupe de France | 1/8 finale |           | 2         | -         | -         | -         | -         |           |
| 1969-1970 | Toulouse olympique XIII | Championnat de France | 1/4 finale  | Coupe de France | 1/8 finale | CE        | 4         | 4         | -         | -         | 2         |           |
| 1970-1971 | Toulouse olympique XIII | Championnat de France | 1/2 finale  | Coupe de France | 1/4 finale | CM        | 3         | 2         | -         | -         | 1         |           |
| 1971-1972 | Toulouse olympique XIII | Championnat de France | 1/2 finale  | Coupe de France | 1/8 finale |           |           |           |           |           |           |           |
| 1972-1973 | Toulouse olympique XIII | Championnat de France | Vainqueur   | Coupe de France | 1/8 finale |           |           |           |           |           |           |           |
| 1973-1974 | Toulouse olympique XIII | Championnat de France | 1/4 finale  | Coupe de France | 1/8 finale |           | 2         | 3         | -         | 1         | 1         |           |
| 1974-1975 | Villefranche XIII       | Championnat de France | 13e         | Coupe de France | 1/4 finale |           |           |           |           |           |           |           |